# Ramón Ruiz Alonso
Ramón Ruiz Alonso (Villaflores, Salamanca, España, 14 de noviembre de 1903-Las Vegas, Estados Unidos, 1978) fue un político y activista español activo durante el periodo de la Segunda República y la Guerra Civil. Su figura ha pasado a la historia por su implicación en la detención y posterior asesinato del poeta Federico García Lorca.
Obrero tipógrafo de profesión, fue diputado en Cortes durante el periodo de la Segunda República. Militante ultraderechista, se convirtió en un miembro destacado de la coalición derechista CEDA y fue diputado en las Cortes republicanas. Conocido como el «obrero amaestrado» por sus detractores, durante su estancia en Granada mantuvo malas relaciones con las izquierdas y sectores obreros, y también con los dirigentes locales de la Falange granadina. Tras el estallido de la Guerra Civil se unió a las fuerzas sublevadas y tomó parte en las tareas de represión.

## Biografía
Nacido en 1903 en Villaflores, un pueblecito de la provincia salmantina, era hijo de Ricardo Ruiz Hernández y de Francisca Alonso Fraile. Se educó con los Salesianos de Salamanca. Durante su estancia en el colegio salesiano coincidió con José María Gil-Robles, con el que trabó amistad y que luego se convertiría en un importante líder político.

### Segunda República
Tras la proclamación de la Segunda República, Ruiz Alonso se afilió a las Juntas de Ofensiva Nacional-Sindicalista (JONS) de corte fascista. A finales de junio de 1933, el líder de las JONS, Ledesma Ramos, encargó a Ruiz Alonso la selección de un centenar de militantes de las JONS para que llevase a cabo la batalla de las calles contra la «revolución», organizados desde entonces en «patrullas» armadas que llevaron a cabo diversas acciones violentas contra organizaciones de izquierda. Sin embargo, Gil-Robles logró atraer a Ruiz Alonso a sus filas y éste pasó a ser miembro del partido conservador católico Acción Popular, integrado en la CEDA.
En el otoño de 1933 fue enviado a Granada para trabajar como obrero tipógrafo en el diario Ideal, de la Editorial Católica, por recomendación de Ángel Herrera Oria —responsable del diario El Debate—. En la capital granadina fue alumno de la Universidad de Granada y se matriculó en Ciencias Sociales. Durante su estancia en Granada se ganó la enemistad de una buena parte de los obreros granadinos, hasta el punto de llegar a recibir numerosas amenazas. En una ocasión llegó a decir que los sindicatos «sólo servían para corromper el corazón de los obreros». A consecuencia de sus opiniones políticas, llegó a ser conocido entre las izquierdas como el «obrero amaestrado de la CEDA».
Fue diputado entre 1933 y 1936 por la circunscripción de Granada, por el partido «Acción Obrerista» de la CEDA. Este período coincidió con la época de gobiernos republicanos conservadores. Un día, en el pasillo del Congreso de Diputados, Ruiz Alonso agredió de un puñetazo al parlamentario republicano Félix Gordón Ordás. En la primavera de 1934 Ruiz Alonso también destacó por sus intervenciones durante la ofensiva parlamentaria de las fuerzas derechistas que acabó llevando a la derogación de la Ley de Términos Municipales. En las elecciones de febrero de 1936 volvió a revalidar su escaño pero, tras una sospecha de fraude, los comicios tuvieron que ser repetidos en las provincias de Granada y Cuenca, y en esta ocasión Ruiz Alonso no obtuvo acta de diputado; con ello, aumentó su ya de por sí gran odio a las izquierdas, la democracia y los métodos parlamentarios. Tras perder su escaño intentó ingresar en Falange pidiendo a José Rosales —jefe provincial de la Falange de Granada en 1936 y hermano del poeta Luis Rosales— que mediara ante José Antonio Primo de Rivera; pero como reclamaba cobrar en Falange las 1000 pesetas mensuales que había tenido como diputado, este se negó. Es probable que este rechazo aumentara también su resentimiento contra los falangistas que más tarde cobijaron a Federico García Lorca.

### Guerra civil española
Una vez producido el triunfo en Granada del golpe de Estado de julio de 1936, que daría origen a la Guerra Civil, Ruiz Alonso se unió a los sublevados y tomó parte activa en la represión de las izquierdas y los republicanos. Desde la primera hora estuvo a las órdenes del nuevo gobernador civil, José Valdés Guzmán. Al comenzar la guerra Ruiz Alonso se habría afiliado a Falange, a pesar de sus anteriores roces con falangistas. Tuvo un papel activo en la represión. A finales de agosto de 1936 fue uno de los organizadores del llamado Batallón «Pérez del Pulgar» —llamado así en honor a Hernán Pérez del Pulgar—, compuesto inicialmente por 500 efectivos, muchos de los cuales eran antiguos republicanos e izquierdistas. Una noche, marchando al frente, buena parte de los integrantes del batallón cruzaron la línea enemiga y se pasaron a la zona republicana. Tras este hecho, el grupo sería disuelto poco después.
Poco después de la desbandada del Batallón «Pérez del Pulgar», Ruiz Alonso se marchó de Granada y se trasladó a Salamanca. Allí encontró trabajo en la Oficina de Prensa y Propaganda, al servicio de Vicente Gay. En 1937, ayudado por su mentor Gil-Robles (quien además firma el prólogo) desde su exilio en Portugal, publica el libro Corporativismo en los talleres de la imprenta Comercial Salmantina. Cuando Dionisio Ridruejo se hizo cargo del servicio Propaganda, cesó inmediatamente a Ruiz Alonso por su implicación con el asesinato de García Lorca. Según algunos autores, el propio Luis Rosales le habría comentado este hecho a Ridruejo. Sobre este incidente, Pedro Laín Entralgo comentó lo siguiente:

Con el aplauso de todos, Dionisio le expulsó para siempre de su interesado servicio al Nuevo Estado. Pienso que la figura y el destino de éste hubieran sido bastante distintos de los que han sido si en todos los órdenes de su actividad hubiese prevalecido el espíritu rector de esa higiénica expulsión de Ruiz Alonso a las tinieblas exteriores.

 Ruiz Alonso no volvió a ocupar ningún puesto o cargo de relevancia durante la dictadura franquista.

### Últimos años
Durante sus últimos años de vida, en un contexto en el cual comenzaron a proliferar las informaciones sobre Federico García Lorca y su muerte, Ruiz Alonso fue objeto de interés por parte de los medios de comunicación. Ante aquella presión mediática comenzó a sentirse inseguro y en repetidas ocasiones rechazó conceder entrevistas a la prensa. Llegó incluso a amenazar con interponer querellas judiciales al periodista José Luis Vila-San Juan, que estaba investigando el asesinato de Lorca. En diciembre de 1975, apenas unos días después de la muerte de Franco, solicitó en la embajada norteamericana de Madrid un visado para poder viajar a Estados Unidos. A comienzos de 1976 se trasladó a suelo americano y se instaló en Las Vegas, ciudad en la que residía su hija María Julia. Sus últimos años de vida los pasó en el domicilio de esta y su marido. Falleció en 1978 por causas naturales. En 1982 sus cenizas fueron trasladadas hasta el Cementerio de San Justo, en Madrid.

## Papel en el asesinato de García Lorca
Las investigaciones en torno al asesinato de Federico García Lorca del historiador Ian Gibson señalan que Ruiz Alonso elaboró una denuncia contra él y el 16 de agosto de 1936 se presentó en la casa familiar de los Rosales. Allí se había refugiado Lorca, acogiéndose a la protección de su amigo el poeta Luis Rosales, falangista como varios de sus hermanos. Pese a la oposición de los Rosales, Ruiz Alonso se lo llevó detenido, trasladándolo al Gobierno Civil. Lorca fue acompañado de otro de los hermanos Rosales, Miguel, que preguntó a Ruiz Alonso por los motivos por los que había sido detenido García Lorca. Ruiz Alonso respondió que el poeta «era un enlace con Rusia» y que «había hecho más daño con la pluma que otros con la pistola».
García Lorca sería posteriormente conducido a un lugar entre Alfacar y Víznar, lugar en que fue asesinado; junto al poeta también fueron asesinados dos banderilleros anarquistas, Joaquín Arcollas Cabezas y Francisco Galadí Melgar, y un maestro republicano cojo, Dióscoro Galindo González, destinado en el pueblo de Pulianas. Juan Luis Trescastro presumiría de haber participado personalmente en el asesinato del poeta, haciendo hincapié en la homosexualidad de García Lorca; pero no está demostrado que fuese más allá de una baladronada. Sobre el papel de Ruiz Alonso en el asesinato de García Lorca existen diferentes interpretaciones. Según el testimonio de su hija, la actriz Emma Penella, recogido por Gabriel Pozo, García Lorca habría sido una víctima colateral de la persecución entablada contra su amigo, el socialista e institucionista Fernando de los Ríos. Otros autores señalan que la acción de Ruiz Alonso no se habría limitado solo a García Lorca, sino que también habría ido dirigida contra el poeta falangista Luis Rosales.

## Familia
Se casó en 1929 con Magdalena Penella Silva, hermana de la tiple cómica Teresita Silva y del periodista y escritor Manuel Penella de Silva —hijos y nietos de los compositores Manuel Penella Moreno y Manuel Penella Raga, respectivamente—. Enviudó el 23 de julio de 1974. Tuvieron cuatro hijas y un hijo, Emma Penella (1931-2007), Ramón (fallecido en 1934), Elisa Montés (1934-2024), María Julia (1937-2017) y Terele Pávez (1939-2017). Sus hijas Emma, Elisa y Terele se dedicaron a la interpretación, empleando diferentes apellidos artísticos. Por su hija Elisa fue abuelo de la actriz Emma Ozores.

## Obras publicadas
- —— (1937). ¡Corporativismo!... Salamanca: Imp. Comercial Salmantina.[39]